# Gravidade da Terra

Gravidade da Terra medida pela missão GRACE da NASA, mostrando desvios da gravidade teórica da Terra. Áreas em vermelho mostram onde a gravidade é mais forte que o valor médio, e áreas em azul mostram áreas onde a gravidade é mais fraca.

A gravidade da Terra, denotada como g, refere-se a aceleração que a Terra transmite para objetos sobre ou perto de sua superfície através de sua força gravitacional. Em unidades SI essa aceleração é medida em metros por segundo ao quadrado(em símbolos, m/s² ou m·s−2) ou equivalentemente em newtons por quilograma(N/kg ou N·kg−1). Tem um valor aproximado de  9,81 m/s², que significa que , ignorando os efeitos da resistência do ar, a velocidade de um objeto caindo perto da superfície da Terra irá aumentar entre 9,81 metros por segundo a cada segundo. Essa quantidade é referida as vezes informalmente como g minúsculo (em contraste, a constante gravitacional G é referida como G maiúsculo).
Há uma relação direta entre a aceleração gravitacional e a força peso experimentada pelos objetos na Terra, dada pela equação F=ma(força = massa x aceleração). Entretanto, outros fatores como a rotação da Terra podem contribuir para a aceleração.
A força precisa da gravidade terrestre varia dependendo do local. O valor nominal "médio" na superfície da Terra, conhecida como gravidade padrão é, por definição, 9.80665 m/s². Essa quantidade é designada de várias formas como gn, ge(as vezes esta designação também se refere ao valor de gravidade no equador, 9.78033 m/s²), g0 ou simplesmente g (que também é usado para se referir ao valor variável local). O símbolo g não deve ser confundido com g, a abreviação de grama (que não é escrita em itálico).

## Variação na gravidade e gravidade aparente
Uma esfera perfeita de densidade uniforme esférica(a densidade varia apenas com a distância do centro) produziria um campo gravitacional de magnitude uniforme em todos os pontos de sua superfície, sempre apontando diretamente para o centro da esfera. Entretanto, a Terra desvia-se ligeiramente dessa forma, e existem pequenos desvios em ambos a magnitude e a direção da gravidade ao longo da superfície. Além disso a força resultante exercida sobre um objeto, devido a Terra, chamada "gravidade efetiva" ou "densidade aparente", varia devido a presença de outros fatores, como a resposta inercial para a rotação da Terra. Uma escala ou prumo mede apenas essa gravidade efetiva.
Parâmetros afetando a força aparente ou atual da gravidade da Terra incluem a latitude, altitude, e a topografia e geologia local.
A gravidade aparente na superfície da Terra varia em torno de 0,7%, de  9,7639 m/s² na montanha de Huascarán no Peru a 9,8337 m/s² na superfície do Oceano Ártico. Em cidades grandes, ela varia de 9,766 m/s² em Kuala Lumpur, Cidade do México e Singapura a 9,825 m/s² em Oslo e Helsínquia.